# Arab Contractors
The Arab Contractors Osman Ahmed Osman & Co., auch als Al Mokawloon Al Arab (arabisch المقاولون العرب, DMG al-Muqāwilūn al-ʿarab) bekannt, ist ein ägyptischer Baukonzern und Generalunternehmer mit Hauptsitz in Kairo.
Das Tätigkeitsspektrum des Konzerns ist breit. Es umfasste bisher Bauten für die öffentliche Hand, Brücken, Straßen, Tunnels, Flughäfen, Wohnbauten, Wasserversorgung, Kanalisation und Kläranlagen, Kraftwerke, Staudämme, Krankenhäuser, Sportanlagen, Denkmalsanierung, Bewässerung, Fertigbetonproduktion, Schiffbau, Stahlbau und mehr.
Das Unternehmen beschäftigt heute rund 70.000 Mitarbeiter und erzielt einen Umsatz von rund 22 Milliarden Ägyptischen Pfund. Vorsitzender und CEO ist Sayed Farouk, der 2020 auf Mohsen Salah folgte. Dem Unternehmen gehört der Sportverein al-Mokawloon al-Arab.

## Geschichte
Das Unternehmen wurde von dem Bauingenieur Osman Ahmed Osman (1917–1999) gegründet. Seinen ersten kleinen Bauauftrag, eine Garage, erhielt er 1942. 1947 ließ er das Unternehmen Arab Contractors Osman Ahmed Osman & Co. (ACO) ins Register eintragen. Es befasste sich zunächst mit dem Bau von Häusern, wuchs und erweiterte sein Spektrum aber im Zuge des Erdölbooms schnell. Um 1960 existierten bereits 15 Tochterunternehmen in Ägypten, vier im arabischen Raum und eines im Iran. Einige Jahre nach dem Militärputsch in Ägypten wurde die Unternehmensgruppe 1961 verstaatlicht, Osman blieb aber bis 1973 Präsident. In den 1970er Jahren war er unter Anwar as-Sadat Minister für Wohnungsbau und Aufbau.

## Bauten (Auswahl)
Das Unternehmen war bzw. ist an der Ausführung vieler, auch national bedeutsamer Bauprojekte in Ägypten und international, insbesondere im Nahen Osten und in Afrika, wesentlich beteiligt:
- Assuan-Staudamm auf ägyptischer Seite
- Bibliotheca Alexandrina
- Flughafen Luxor
- Flughafen Scharm asch-Schaich
- Flughafen Hurghada
- Flughafen Nador, Marokko
- Internationaler Flughafen Jassir Arafat, Palästinensische Autonomiegebiete
- Flughafen Malabo, Äquatorialguinea
- Ägyptische Botschaft in Malabo, Äquatorialguinea
- Straße auf den Berg Pico Basile und christliche Kirche, Äquatorialguinea
- ein Waisenkinderdorf und mehrere Moscheen in Bosnien und Herzegowina
- Ägyptische Botschaft und zwei Brücken in Tunesien
- Stadion Borg el-ʿArab
- Julius-Nyerere-Staudamm am Stieglers Gorge des Rufiji, Tansania
- Wasserentsalzungsanlage in Al Hartha/Basra, Irak (Joint Venture mit OTV und Hitachi)
- Brücke des 6. Oktober
- Tahya-Misr-Brücke auf der Rod El Farag Axis über den Nil (eine der breitesten Schrägseilbrücken der Welt)
- zahlreiche Infrastrukturen im Rahmen des Projektes Neue Hauptstadt Ägyptens, darunter das Parlamentsgebäude, die Al-Fattah-al-Alim-Moschee, die Stadtbahn (LRT) Al Salam/Neue Hauptstadt Ägyptens/Stadt des 10. Ramadan
- Drei Hochhaustürme in New El Alamein City
- Smart Village
- Gebäude des Ministeriums für Verteidigung, Kongo
- Hochgeschwindigkeits-Eisenbahnnetz in Ägypten, in einem Konsortium mit Orascom Construction und dem Konsortialführer Siemens Mobility[7]